# Saffarin
Saffarin (àrab: سفارين, Saffārīn) és una vila palestina de la governació de Tulkarem, a Cisjordània, 11 kilòmetres al sud-est de Tulkarem. Segons l'Oficina Central Palestina d'Estadístiques tenia 891 habitants el 2016. En 1997 el 9.8% de la població de Saffarin eren refugiats. Les instal·lacions sanitàries per Saffarin són designades com a MOH nivell 2.